# Kid Toussaint
Pour les articles homonymes, voir Toussaint (homonymie).
Thierry Toussaint  dit Kid Toussaint, né le 20 décembre 1980 à Bruxelles, est un scénariste de bande dessinée belge francophone.

## Biographie
Thierry Toussaint naît le 20 décembre 1980 à Bruxelles,,. Il est journaliste de formation,. 
Kid Toussaint commence sa carrière de scénariste au début des années 2010. Il fait son entrée au journal Spirou en 2015. Il collabore notamment avec les éditions Dupuis à partir de l'année 2016, en scénarisant plusieurs séries comme Animal Jack, Kid Noize, Magic 7 ou encore Télémaque. En plus de son activité de scénariste, il traduit des comics et réalise des contributions avec le monde de l'audiovisuel.
En 2021, il scénarise le premier album de la série de bande dessinée Elles pour la dessinatrice Aveline Stokart,. Il s'agit d'une trilogie racontant l'arrivée dans un lycée d'une adolescente qui doit apprendre à gérer ses multiples personnalités,. Cet ouvrage lui vaut, la même année, de recevoir le prix du Conseil départemental de Loir-et-Cher décerné lors du Festival Bd BOUM de Blois, récompensant une bande dessinée de qualité pour les 11-14 ans pour Elles t. 1, Elles - La nouvelles(s). Dans la foulée, il écrit le second volet intitulé Universelle(s) qu'il publie l'année suivante. Il clôt la série par Plurielle(s) chez le même éditeur en 2023. Cet ouvrage bénéficie d'un tirage initial de 165 000 exemplaires, la série s'étant vendue à 465 000 exemplaires en mai 2023. La même année, il contribue au Tintin numéro spécial 77 ans. Il parvient à intercaler La Course du siècle, mis en images par José Luis Munuera, publié par la même maison d'édition en octobre 2023. L'ouvrage traite du marathon aux Jeux olympiques de 1904. Il reçoit pour cet ouvrage le prix Historia l'année suivante.
Il lance par ailleurs la série Masques dessinée par Joël Jurion et publiée aux éditions Le Lombard en 2022. La série compte trois titres en 2024. Avec James Christ, il lance la série Totem en 2023 (2 tomes en 2024). En novembre 2024, il a publié pas moins de onze séries et plusieurs one shots. En 2025, il lance avec Kenny Ruiz, la série jeunesse Fils du tonnerre sur la mythologie nordique, publiée aux éditions Le Lombard.
Selon le journaliste Alexis Seny de L'Avenir : « Le Bougeois Kid Toussaint est l'un des scénaristes européens les plus productifs de sa génération. ».

### Vie privée
Il réside à Bouge en novembre 2024.

## Œuvre

### Participations
- 2. Marsupilami - Des histoires courtes par..., Dupuis, Marcinelle, 2018
Scénario, dessin et couleurs : Collectif -  (ISBN 978-2-8001-7372-6)
- 3. Rencontres obliques, Le Lombard, Bruxelles, 2018
Scénario : Collectif - Dessin : Clarke - Couleurs : noir et blanc -  (ISBN 978-2-8036-7236-3)
- Spirou défenseur des droits de l'homme, Dupuis, Marcinelle, 2019
Scénario, dessin et couleurs : Collectif -  (ISBN 979-10-34739-25-7)
- Numéro spécial 77 ans - L'hommage des auteurs et autrices d'aujourd'hui aux personnages mythiques du journal Tintin, Éditions Moulinsart-Le Lombard, Bruxelles, 8 septembre 2023
Scénario : collectif dont Kid Toussaint - Dessin : collectif - Couleurs : quadrichromie -  (ISBN 2-85815-201-2)

## Prix et distinctions
- 2021 :  prix Conseil départemental pour Elles - La Nouvelle(s)[60],[9] ;
- 2024 :  prix Historia[14] pour La Course du siècle, partagé avec José Luis Munuera.

#### Livres
: document utilisé comme source pour la rédaction de cet article.
- Philippe Mellot, Michel Denni, Laurent Turpin et Isabelle Morzadec, Trésors de la bande dessinée : BDM 2025-2026 - Catalogue encyclopédique et Argus, Paris, Les Arènes, novembre 2024, 24e éd., 1839 p., ill. ; 23 cm (ISBN 979-10-37512-61-1, OCLC 1478218824, présentation en ligne), p. 18, 52, 241, 416, 482, 494, 652, 655, 674, 793, 851, 873, 903, 1009, 1249, 1298, 1588. .

#### Périodiques
- Kid Toussaint et Stéphane Servain (interviewés par Paul Giner), « Case à case : Au pays des cercueils flottants - Entretien avec Kid Toussaint et Stéphane Servain », Casemate, no 78,‎ février-mars 2015, p. 58-59 (ISSN 1964-504X).
- Kid Toussaint et Virginie Augustin (interviewés par Paul Giner), « Case à case : Aux voleuses ! - Entretien avec Kid Toussaint et Virginie Augustin », Casemate, no 108,‎ novembre 2017 (ISSN 1964-504X).
- Kid Toussaint et Stéphane Perger (interviewés par Paul Giner), « Case à case : Napoléon sur le gril - Entretien avec Kid Toussaint et Stéphane Perger », Casemate, no 111,‎ février 2018, p. 28-29 (ISSN 1964-504X).
- Hugues Dayez, « Spirou et moi : Kid Toussaint », Spirou, Dupuis, no 4303,‎ 30 septembre 2020 (ISSN 0771-8071).

#### Articles
- Philippe Tomblaine, « « Holly Ann T1 : La Chèvre sans cornes » et « T2 : Qui arrêtera la pluie ? » par Stéphane Servain et Kid Toussaint », BDzoom,‎ 24 mars 2016 (lire en ligne, consulté le 7 décembre 2022)
- Kid Toussaint et Virginie Augustin (interviewés par Mathieu Van Overstraeten, chroniqueur BD sur La Une), « Interview – Kid Toussaint et Virginie Augustin : « Nos influences se situent clairement plus dans le cinéma que dans la BD » », AGE-BD,‎ 7 mai 2018 (lire en ligne, consulté le 16 juillet 2023).
- Kid Toussaint (interviewé par Pierre Burssens), « Entretien avec Kid Toussaint : "Je n’ai jamais réfléchi à l’écriture d’un scénario en fonction de tel ou tel public..." », Auracan,‎ 9 mars 2021 (lire en ligne, consulté le 7 décembre 2022).
- Aurélie Guarino et Kid Toussaint (interviewés par Bruce Rennes), « Interview Aurélie Guarino et Kid Toussaint, auteurs des Vies de Charlie », Les Amis de la BD,‎ 23 octobre 2023 (lire en ligne, consulté le 16 janvier 2025).

### Émissions de télévision
- [vidéo] « L'invité culture - Kid Toussaint », sur YouTube, 19 mars 2021, émission présentée par Fabrice Grosfilley  sur BX1.